# سعید بوطاهر
سعید بوطاهر (هلندی: Saïd Boutahar؛ زادهٔ ۱۲ اوت ۱۹۸۲) بازیکن فوتبال اهل پادشاهی هلند است.
از باشگاه‌هایی که در آن بازی کرده‌است می‌توان به باشگاه فوتبال فاینورد، باشگاه فوتبال ان. ئی. سی، باشگاه فوتبال ویلم دوم، باشگاه ورزشی ام صلال، باشگاه فوتبال اکسلسیور، باشگاه ورزشی الشمال، باشگاه ورزشی الوکره و باشگاه فوتبال رئال ساراگوسا اشاره کرد.
وی همچنین در تیم‌های ملی فوتبال زیر ۲۱ سال هلند و مراکش بازی کرده‌است.